# Tucales terrenus
Tucales terrenus är en skalbaggsart som först beskrevs av Francis Polkinghorne Pascoe 1859.  Tucales terrenus ingår i släktet Tucales och familjen långhorningar. Inga underarter finns listade i Catalogue of Life.